# Toa (rivier)

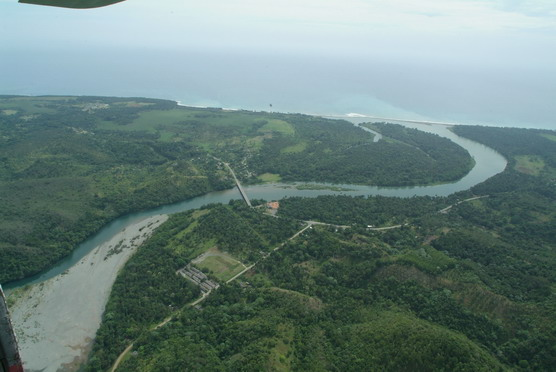
De Toa

De Río Toa is een rivier in Cuba. De Toa ontspringt in de provincie Guantánamo aan de zuidelijke voet van de Cuchillas de Toa. De rivier stroomt vanaf hier in oostelijke richting en mondt uit in de Atlantische Oceaan, 6,5 kilometer ten noordnoordwesten van de stad Baracoa.
De rivier is 118 kilometer lang en ontwatert een gebied van 1053 km² in de provincie Guantánamo. In de rivier liggen veel watervallen, waaronder ook de 17 meter hoge El Saltadero.
- Library of Congress Control Number: sh88007794
- Nationale Bibliotheek van Israël: 987007541617205171
- Virtual International Authority File: 315527176